# Inktober
 (août 2018).
Si vous disposez d'ouvrages ou d'articles de référence ou si vous connaissez des sites web de qualité traitant du thème abordé ici, merci de compléter l'article en donnant les références utiles à sa vérifiabilité et en les liant à la section « Notes et références ».

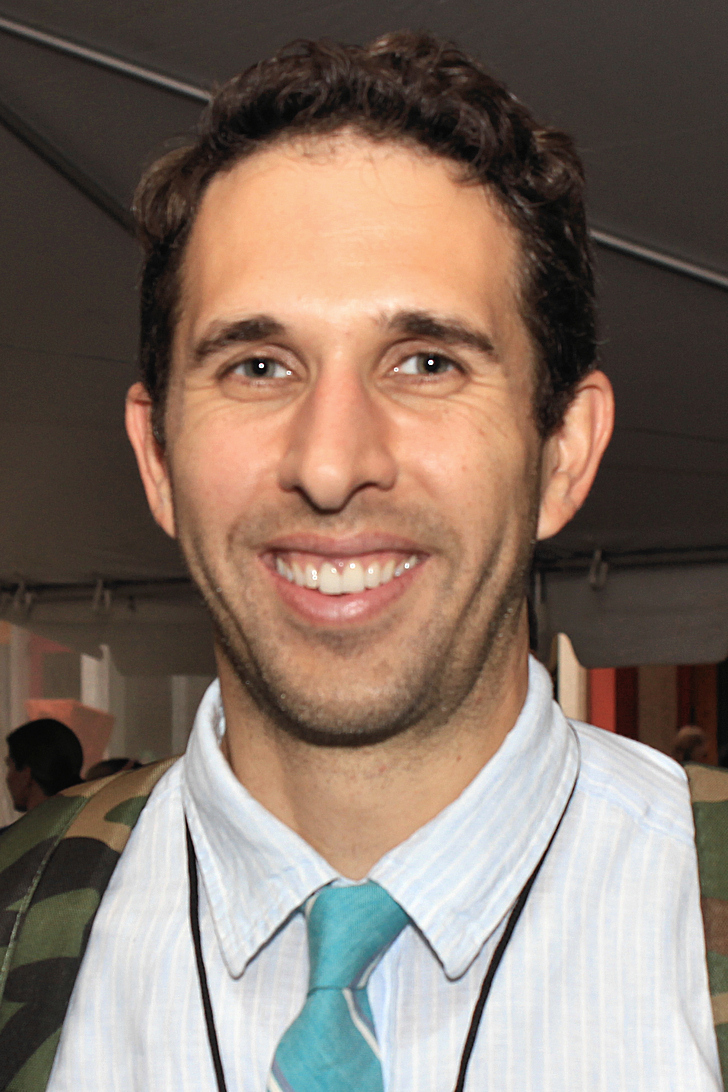
Jake Parker, fondateur d'Inktober (ici en 2016).

Inktober, créé par Jake Parker en 2009, est un défi qui se déroule entre le 1er et 31 octobre, dont le but est de produire un dessin par jour suivant des contraintes qui changent chaque année. Les dessinateurs peuvent publier leurs œuvres sur les réseaux sociaux comme Twitter, Facebook, ou encore Instagram. Il s'est également répandu sur le réseau social du Fédiverse (dont Mastodon fait partie) en octobre 2018. Divers dérivés sont ensuite apparus, comme Pinktober.
Le terme Inktober est un néologisme fait d'un mot-valise constitué des mots anglais ink (l'encre) et october (le mois d’octobre).
Ce défi nécessite de faire un dessin par jour durant tout le mois d'octobre suivant la liste de l'année. Les dessins sont en noir et blanc car arrêtés au stade de l'encrage, d'où la mention de l'encre dans le nom du défi.

## Controverse
Jake Parker, qui a lancé le mouvement a déposé la marque Inktober aux services de propriété intellectuelle. Stuart Semple, créateur du mouvement Pinktober, lui reproche de vouloir s'attribuer les droits sur les dessins des auteurs ayant participé à la compétition, notamment en envoyant aux auteurs vendant leurs dessins réalisés pendant la compétition des lettres de mise en demeure de la part des avocats de Parker, ce qui a été confirmé par plusieurs artistes d'après lui. Semple, créateur du « Plus rose des roses » (anglais : pinkest pink), dit donc avoir créé Pinktober en réaction, afin de boycotter Inktober et de protéger la créativité de la communauté artistique. Semple a également banni Jake Parker de la compétition. Jake Parker est également accusé, dans son ouvrage « All Year Long » d'avoir plagié l'ouvrage « Pen & Ink Drawing: A Simple Guide » de Alphonso Dunn.